# James Sykes Gamble
James Sykes Gamble FRS FLS (Londra, 1847 – Haslemere, 16 ottobre 1925) è stato un botanico britannico che si specializzò nella flora del subcontinente indiano.
Fu direttore della British Imperial Forest School a Dehradun.

## Biografia

### Studi
Gamble nacque a Portland Place, Londra, secondo figlio di Harpur Gamble, M.D., R.N. e Isabella.
Completò la sua educazione formale presso la Royal Naval School, a New Cross, quartiere di Lewisham, prima di recarsi a Oxford per studiare Matematica presso il Magdalen College, materia in cui ebbe risultati eccellenti, diplomandosi nel 1868 con il massimo dei voti.
Nello stesso anno, sostenne gli esami per il Servizio Civile Indiano e, nell'anno seguente, ottenne un incarico presso l'Indian Forest Department.
In seguito, Gamble studiò presso l'École nationale des eaux et forêts di Nancy.

### Carriera
Nel 1871 Gamble si recò in India per entrare in servizio presso l'Imperial Forest Department divenendo in seguito direttore dell'Imperial Forest School di Dehradun.
Nel 1890, Gamble fondò il Forest School Herbarium (rinominato Dehradun Herbarium nel 1908).
Autore di parecchi libri, la sua opera più celebre fu A Manual of Indian Timbers.
Fu anche autore di molti articoli sulle Scienze forestali e su soggetti botanici nella rivista Indian Forester, di cui fu a lungo curatore.
In alcuni trattati Gamble è citato erroneamente come J. H. Gamble.

## Pensionamento e matrimonio
Gamble andò in pensione nel 1899 e fece ritorno nel Regno Unito, stabilendosi a Highfield, Liss, Hampshire, dove realizzò una piantagione di 72 acri (circa 29 ettari) di alberi esotici, utilizzando molti dei semi che aveva raccolto.
Nel 1911, sposò Gertrude Latter.
Gamble morì il 16 ottobre 1925 presso il College Hospital di Haslemere, pochi giorni dopo un intervento chirurgico.

## Opere principali
- List of the trees, shrubs and large climbers found in the Darjeeling District, Bengal, (I ed. 1877; 1878; II ed. 1896), Bengala.
- A Manual of Indian Timbers: An Account of the Growth, Distribution and Uses of the Trees and Shrubs of India and Ceylon with Description of Their Wood-Structure, Bishen Sigh Mahendra Pal Sigh, India, 1881, 1902, (ristampa: Dehradun, International, 2002, xxvi, 868 p., ISBN 81-7089-283-X).
- The Bambuseae of British India [monografia], Annals of the Royal Botanic Garden Calcutta, 1896, 133 pp.
- Flora of the Presidency of Madras, Londra, 1921.

## Onorificenze
Nel 1899, Gamble fu eletto Membro della Royal Society; la sua candidatura lo descriveva come: 'Conservator of Forests, School Circle, NW Provinces, India, and Director of the Imperial Forest School, Dehra Dunn. Fellow of the University of Madras, and ex officio Fellow of the University of Allahabad...'.